# A Viking visszatér
A Viking visszatér Zsoldos Péter sci-fi trilógiájának első része. A sci-fi környezetben valójában az emberi természetet kutatja, a különböző történelmi korok társadalmát vizsgálja.

## A történet
|  | Alább a cselekmény részletei következnek! |

A történet egy bolygóközi robinzonád.  A főhős – Gregor Man – egy földi expedíció geológus tagjaként utazik a Tau Ceti csillaghoz. Az űrhajójuk megsérül a csillag körüli törmelékzónában, emiatt a számítógépük hibájából, visszafordulás helyett leszállnak a csillag egyik, a Földhöz leginkább hasonlító bolygójára.
A bolygón kénytelenek huzamosabb ideig berendezkedni, amíg kijavítják a leszállóegységük hibáit, eközben a főhős egy szerencsétlen véletlen folytán elszakad a többiektől. Hosszú ideig bolyong a vadonban, ahol társra talál, a kőkorszaki ősember, Nogo személyében. Nogóval vándorolnak egy ideig, majd Nogo törzse befogadja, de később onnan is menekülniük kell.
Sok viszontagságon mennek keresztül, mire sikerül eljutniuk a Vikinghez, az űrhajóhoz. Közben az író képet ad róla, milyen is lehetett az őskori emberek élete, mindezt egy hozzánk képest a jövőbeli utópisztikus társadalomban felnőtt  ember kalandjain keresztül.
A viszontagságok azonban nem érnek véget az űrhajó megtalálásával. Itt már ókori társadalomban találják magukat, egy bronzkori városállamban. Hőseinknek az ókori ember gondolkodását kell kifürkészniük, hogy céljukat elérhessék, és közben rendbehozhassák űrhajójukat.
|  | Itt a vége a cselekmény részletezésének! |

## Kiadások
A könyv különböző kiadásai:
- Zsoldos Péter: A Viking visszatér, Budapest, 1963, Móra Ferenc Könyvkiadó, IF 114-c-6365
- Zsoldos Péter: A Viking visszatér, Budapest, 1973, Kozmosz könyvek, IF 1724-e-7375, második kiadás.
- Zsoldos Péter: A Viking visszatér, Budapest, 1999, Scolar Kiadó, harmadik kiadás, ISBN (978) 963-9193-06-2
- Zsoldos Péter: A Viking visszatér, Budapest, 2017, Metropolis Media, Budapest, 2017, ISBN 9786155628207